# Senecio pelquensis
Senecio pelquensis là một loài thực vật có hoa trong họ Cúc. Loài này được Dusén miêu tả khoa học đầu tiên.